# Крылов, Алексей Фёдорович (художник)
Алексей Фёдорович Крылов (1805(7), д. Пески, Владимирская губерния — 1867 (?), Ростов Великий) — художник, иконописец, портретист. Мастер живописного цеха Ростовской Ремесленной Управы.
Происходил из крепостных, дворовый человек помещицы Семеновской. В 1837 году получил отпускную грамоту, а в 1850 году ему была дарована вольная, и в 1851 году Крылов зачислен в ростовское мещанство (Ростов Великий, Ярославская область).
В первой половине 1840-х годов принимал участие в поновлении фресок Успенского собора Ростовского Кремля. В 1855 году Крылов написал икону «Богоматерь Владимирская» (представлявшую собой список с чудотворной иконы, хранящейся в Успенском соборе Ростова), которой городское общество напутствовало Ростовскую ополченскую дружину при выходе её в поход на театр Крымской войны (ГМЗ «Ростовский кремль» дерево, темпера. 56×46).
Судя по свидетельству архивных источников, Крылов писал многочисленные заказные иконы и портреты государей для государственных учреждений Ростова и храмов города. До наших дней сохранились единицы. Ныне известны лишь три подписные и датированные работы художника:
- Портрет ростовского купца М. М. Плешанова. 1854 год (ГИМ. Холст, масло. 71,5×60)
- Портрет М. А. Хлебникова. 1867 год (ГМЗ «Ростовский кремль». Холст, масло. 109,6×94)
- Портрет ростовского краеведа А. А. Титова. 1866 год (ГМЗ «Ростовский кремль». Холст, масло. 107×90)

Два последних портрета ростовских купцов благотворителей написаны художником для зала Ростовского Городского общества. Одной из сторон творческой деятельности художника было обучение живописному и иконописному мастерству учеников.
Жил в Ростове на Предтеченской улице (ныне улица Фрунзе), в собственном одноэтажном деревянном доме. Был женат на мещанке Татьяне Ларионовне и они имели пять дочерей.